# Nephrotoma submaculosa
Nephrotoma submaculosa är en tvåvingeart som beskrevs av Edwards 1928. Nephrotoma submaculosa ingår i släktet Nephrotoma och familjen storharkrankar. Arten är reproducerande i Sverige. Inga underarter finns listade i Catalogue of Life.

## Bildgalleri

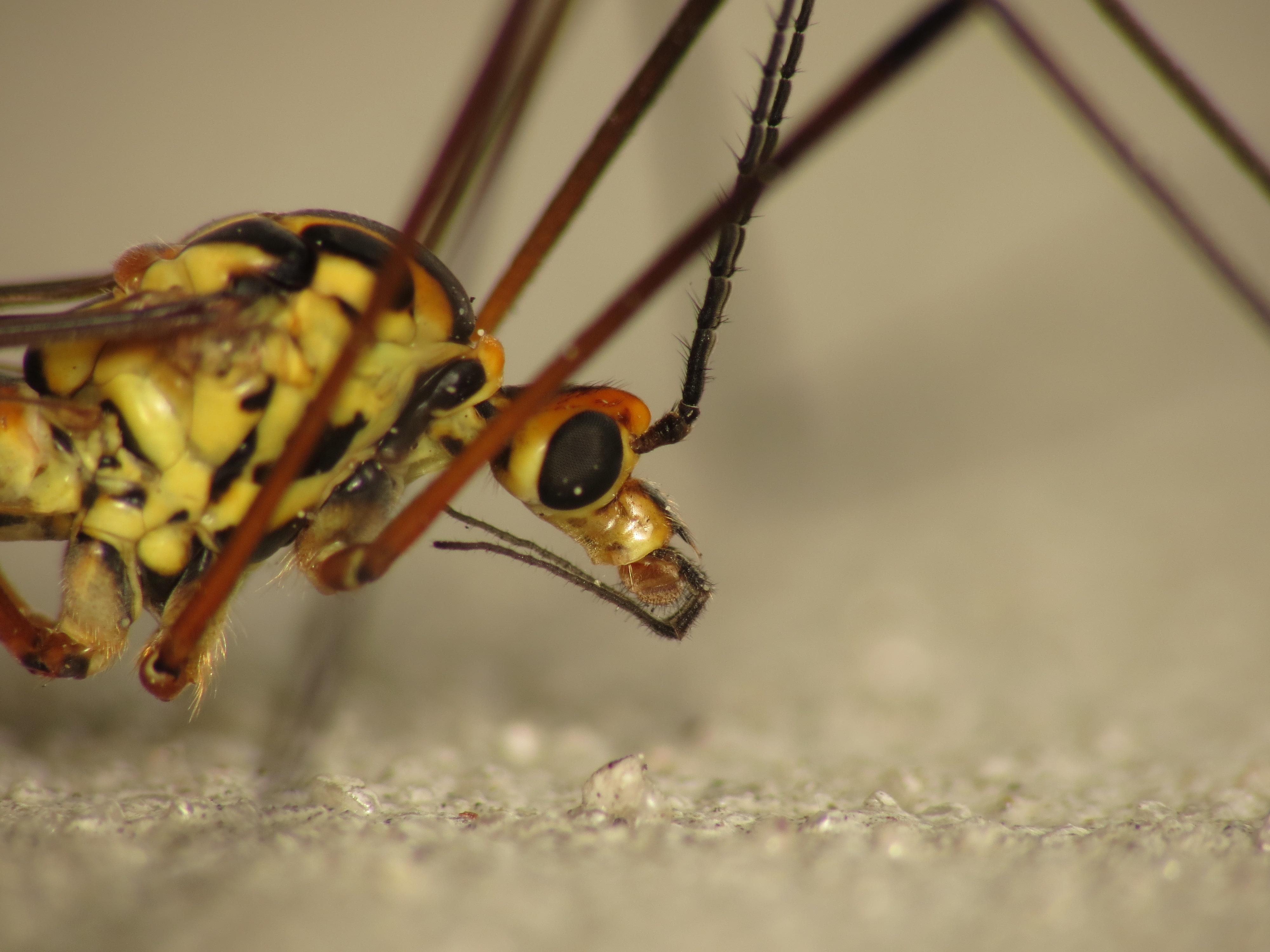
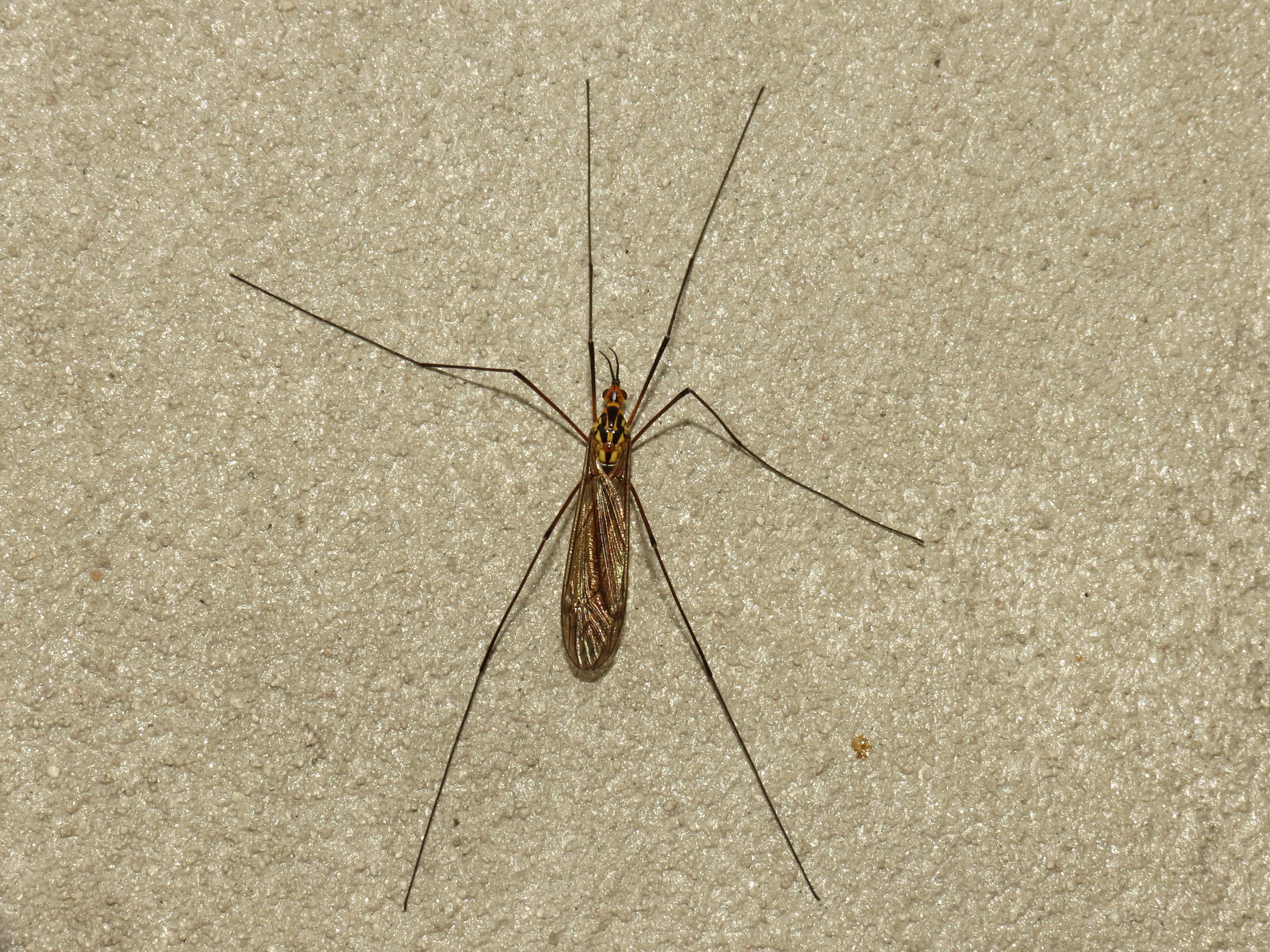
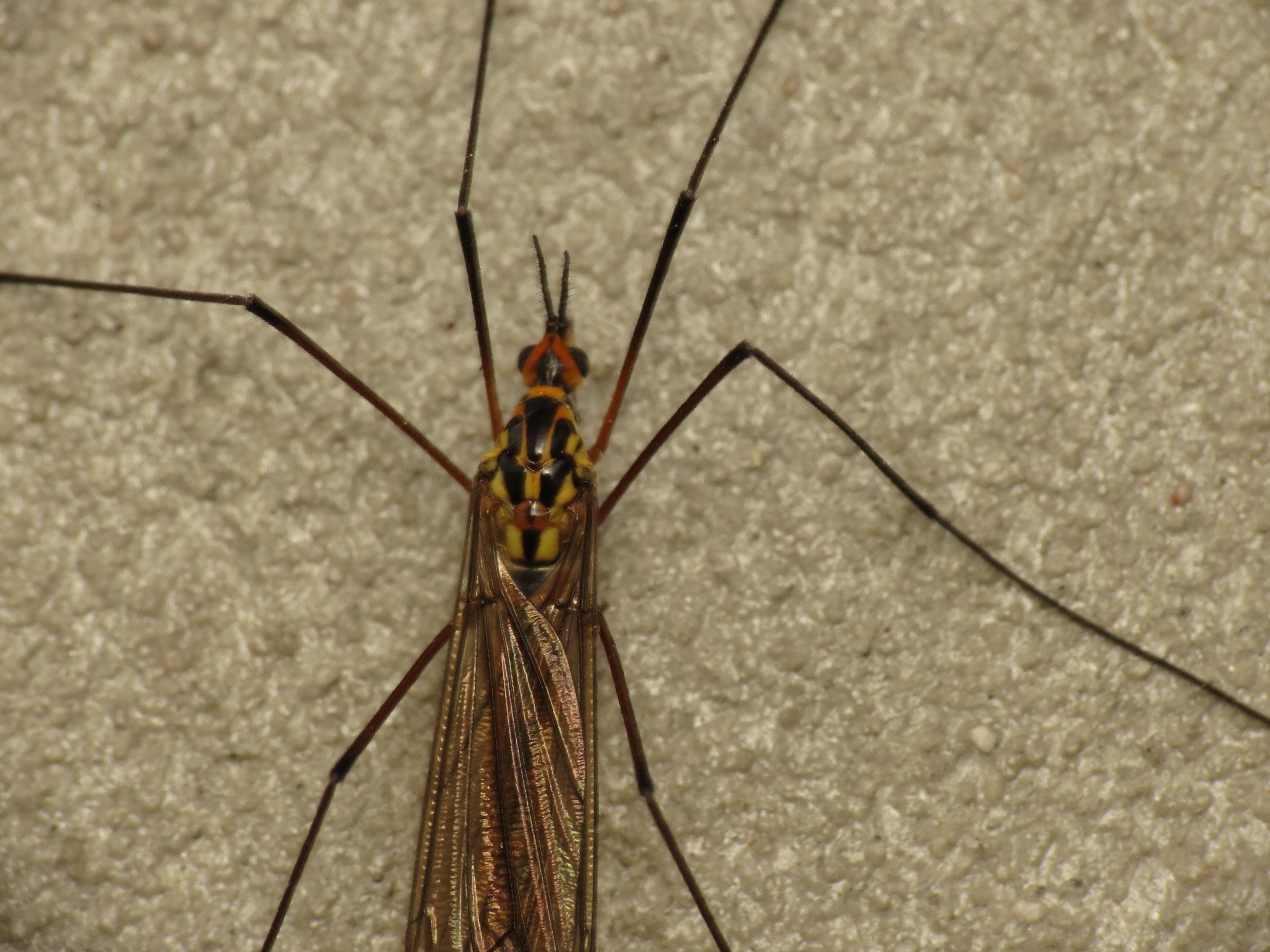